# Thomas Macklin
Bengt Thomas Macklin, född 30 januari 1957 i Stockholm, är en svensk kompositör. 

## Filmmusik
- 1980 – Barnens ö

## Filmografi (roller)
- 1980 – Barnens ö: medlem av teatergruppen